# Chaptalia nutans
Chaptalia nutans là một loài thực vật có hoa trong họ Cúc. Loài này được (L.) Polák mô tả khoa học đầu tiên năm 1877.